# 南京依维柯

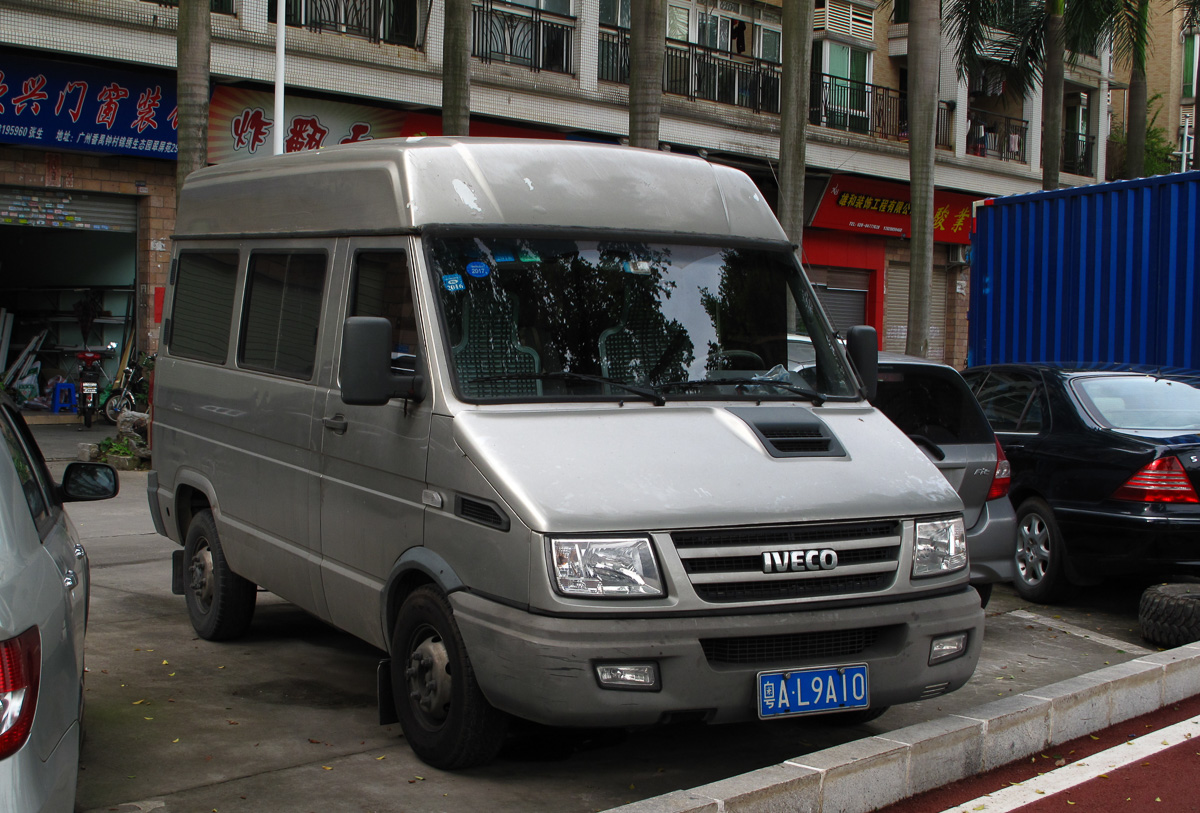
南京依维柯得意（Daily）

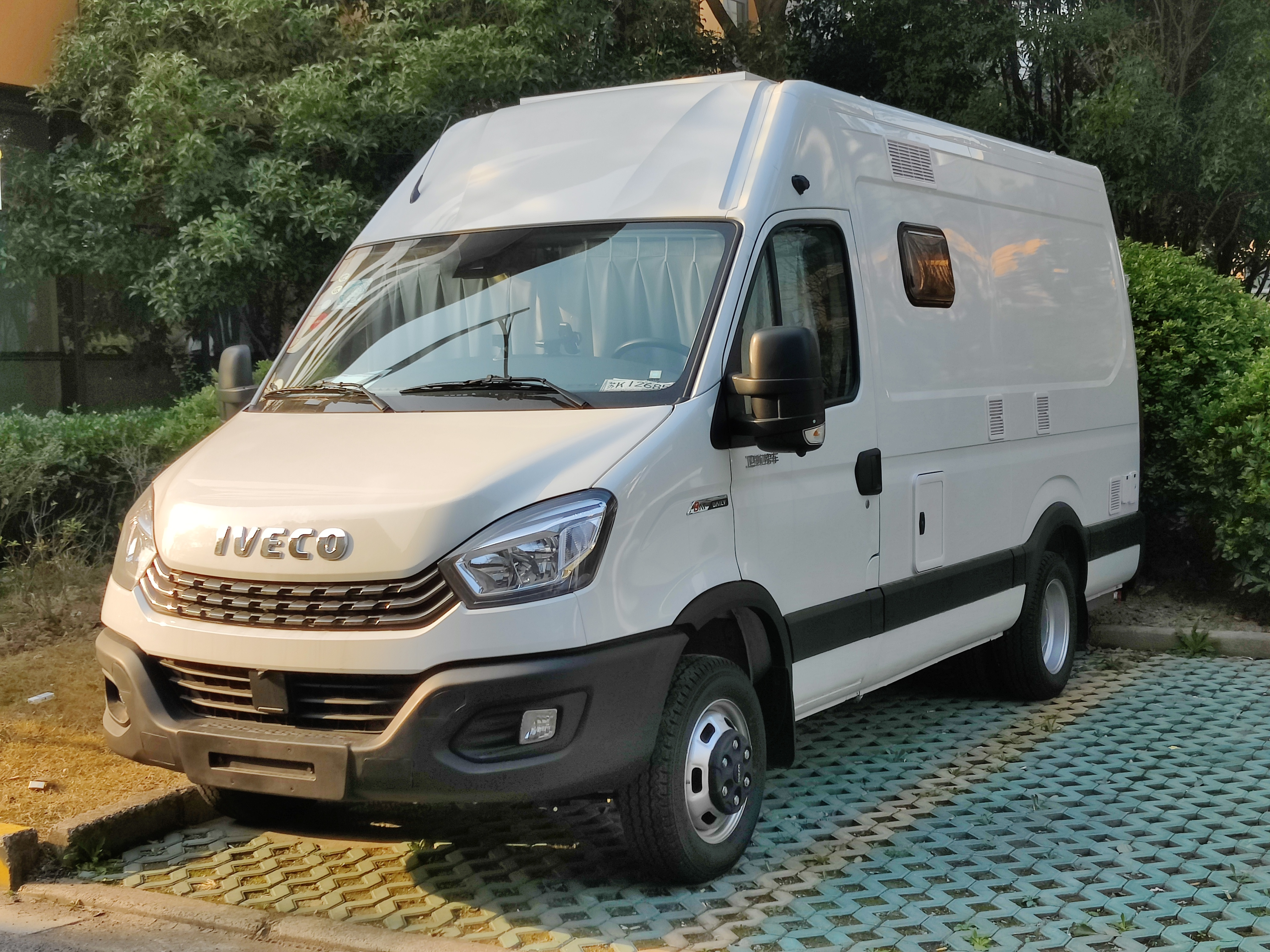
南京依维柯歐勝

南京依维柯是由意大利依維柯与南京汽车集团合资成立的股份有限公司（双方股权各占一半），1996年3月1日成立；目前的主要盈利产品为Iveco Daily。
2007年12月，南京汽车集团被上海汽车集团合并，南京依维柯成为意大利威凱与上汽共营的合资公司。

## 外部連結
- 南京依維柯官方網站 （页面存档备份，存于）